# David Ribeiro
David Ribeiro Pereira (São Vicente, Brasil; 23 de abril de 1998) es un futbolista brasileño. Juega como centrocampista y su equipo actual es ABC Futebol Clube de la Serie C de Brasil.

## Trayectoria

### São Paulo
En abril de 2017, Ribeiro fue enviado cedido al São Paulo procedente del Santo André para pasar la temporada con las reservas del São Paulo y jugar la Copa Paulista con opción de compra al final de la temporada.

### Ludogorets Razgrad
El 9 de enero de 2019 se unió a las pruebas de Ludogorets Razgrad de Bulgaria para disputar su campeonato de invierno. El 15 de enero hizo su debut no oficial con el equipo en un partido amistoso contra el equipo rumano FC Botoșani. Después de jugar todos los amistosos y dejar una buena impresión, el 14 de febrero fichó oficialmente por el club y fue presentado como nuevo jugador, pero pasaría el resto de la temporada con el filial para adquirir experiencia en el fútbol búlgaro.
Marcó su primer gol no oficial de dobles en un partido amistoso contra el Vihar Slavyanovo jugado el 17 de febrero. Ribeiro hizo su debut oficial con el Ludogorets II en la Segunda Liga búlgara el 24 de febrero contra el Lokomotiv Sofía, marcó su gol de debut en la Segunda Liga el 12 de abril en una derrota 2-1 contra el OFC Pomorie. El 9 de agosto fue cedido al Botev Vratsa hasta fin de año, aunque jugó en solo 5 partidos hasta la mitad de la temporada debido a una lesión, el 4 de enero de 2020 se esperaba que firmara un contrato permanente con el Botev pero regresó a Brasil y se unió a Red Bull Brasil.

## Clubes
Actualizado al último partido disputado el 11 de mayo de 2024.
| Club                     | País          | Año           | Partidos | Goles |
| ------------------------ | ------------- | ------------- | -------- | ----- |
| Santo André              | Brasil        | 2017          | 6        | 1     |
| São Paulo F. C. (cedido) | Brasil        | 2017          | 8        | 1     |
| Santo André              | Brasil        | 2018          | 12       | 3     |
| Ludogorets Razgrad II    | Bulgaria      | 2019          | 14       | 1     |
| Ludogorets Razgrad       | Bulgaria      | 2019          | 1        | 0     |
| Botev Vratsa             | Bulgaria      | 2019          | 6        | 0     |
| Red Bull Brasil          | Brasil        | 2020          | 9        | 0     |
| Santo André              | Brasil        | 2021          | 14       | 2     |
| Maringá F. C.            | Brasil        | 2022          | 8        | 0     |
| Santo André              | Brasil        | 2022          | 13       | 3     |
| Orense                   | Ecuador       | 2023          | 7        | 0     |
| Taubaté                  | Brasil        | 2023          | 14       | 1     |
| ABC                      | Brasil        | 2024-presente | 1        | 0     |
| Total carrera            | Total carrera | Total carrera | 113      | 12    |

## Palmarés

### Campeonatos nacionales
| Título                | Club               | País     | Año     |
| --------------------- | ------------------ | -------- | ------- |
| Liga Bulgaria A PFG   | Ludogorets Razgrad | Bulgaria | 2018-19 |
| Supercopa de Bulgaria | Ludogorets Razgrad | Bulgaria | 2019    |